# Ierland op het wereldkampioenschap voetbal
Ierland heeft drie keer gespeeld op de eindronde van het wereldkampioenschap voetbal. Hieronder volgt een overzicht van de toernooien die het Iers voetbalelftal speelde.

## WK 1990- Italië
- Engeland - Ierland 1-1
- Ierland - Egypte 0-0
- Ierland - Nederland 1-1
- 8ste finales: Ierland - Roemenië 0-0 (pen. 5-4)
- Kwartfinales: Ierland - Italië 0-1

Ierland speelde tijdens zijn drie groepsfaseduels gelijk (tegen Engeland, Egypte en Nederland). Daarmee eindigde het tweede in zijn groep, waarmee het doorstootte naar de achtste finales. In de achtste finales schakelde het Roemenië uit, maar had daar wel strafschoppen voor nodig. In de kwartfinales was Italië echter te sterk.
Selectie
| Nr | Speler              | Club             |
| -- | ------------------- | ---------------- |
| 1  | Patrick Bonner (DM) | Celtic           |
| 2  | Chris Morris        | Celtic           |
| 3  | Steve Staunton      | Liverpool        |
| 4  | Mick McCarthy       | Millwall         |
| 5  | Kevin Moran         | Blackburn Rovers |
| 6  | Ronnie Whelan       | Liverpool        |
| 7  | Paul McGrath        | Aston Villa      |
| 8  | Ray Houghton        | Liverpool        |
| 9  | John Aldridge       | Real Sociedad    |
| 10 | Tony Cascarino      | Aston Villa      |
| 11 | Kevin Sheedy        | Everton          |

| Nr | Speler            | Club                |
| -- | ----------------- | ------------------- |
| 12 | David O'Leary     | Arsenal             |
| 13 | Andy Townsend     | Chelsea             |
| 14 | Chris Hughton     | Tottenham Hotspur   |
| 15 | Bernie Slaven     | Middlesbrough       |
| 16 | John Sheridan     | Sheffield Wednesday |
| 17 | Niall Quinn       | Manchester City     |
| 18 | Frank Stapleton   | Blackburn Rovers    |
| 19 | David Kelly       | Leicester City      |
| 20 | John Byrne        | Le Havre            |
| 21 | Alan McLoughlin   | Swindon Town        |
| 22 | Gerry Peyton (DM) | Bournemouth         |

Bondscoach
- Jack Charlton

## WK 1994- Verenigde Staten
- Italië - Ierland 0-1
- Mexico - Ierland 2-1
- Ierland - Noorwegen 0-0

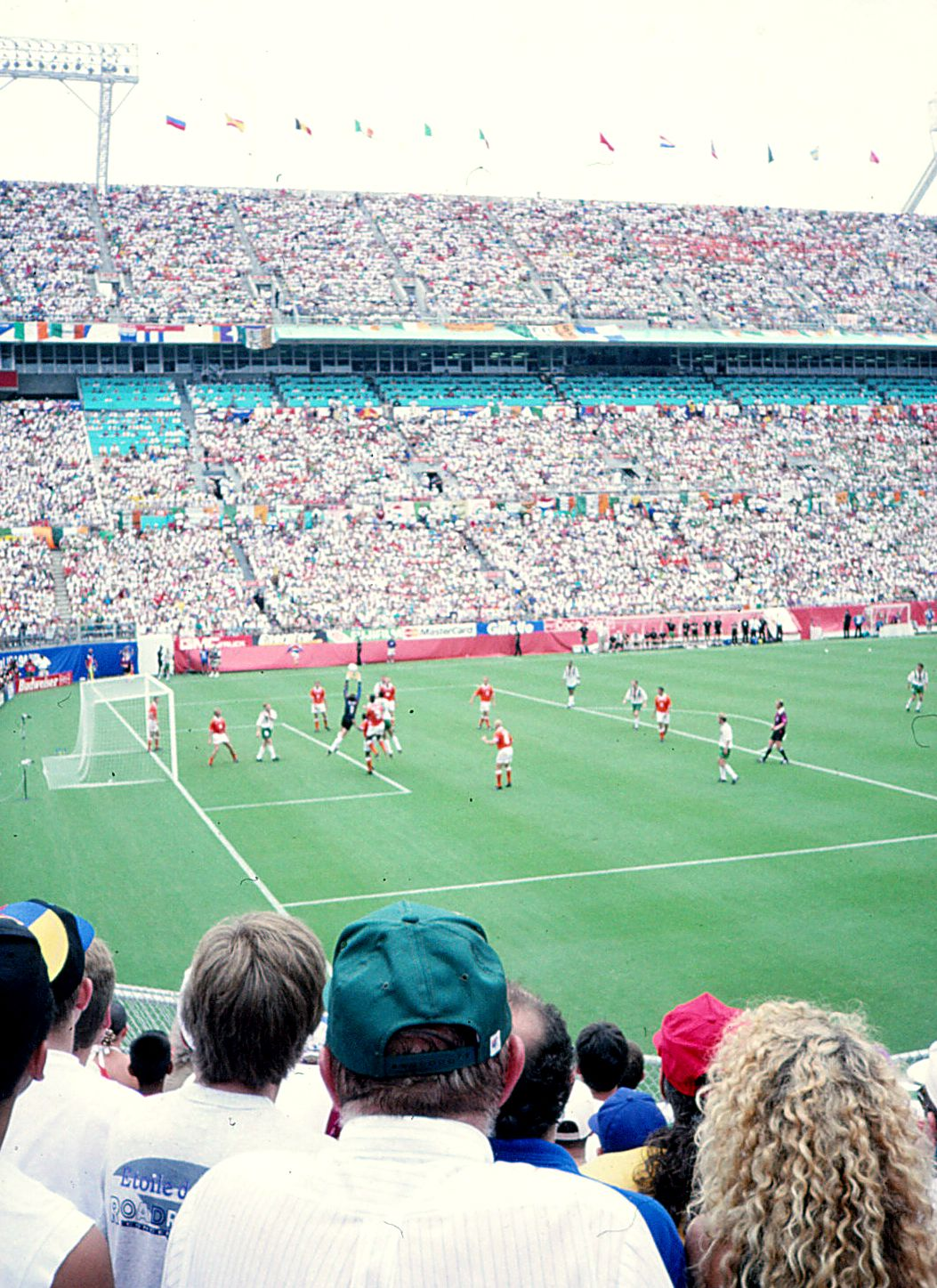
Ierland in de 8e finale tijdens het WK Voetbal 1994

- 8ste finales: Nederland - Ierland 2-0

Vier jaar later nam Ierland wraak op Italië door met 0-1 te winnen tijdens de groepsfases. Er werd ook verloren van Mexico en gelijk gespeeld tegen Noorwegen, maar dat was genoeg om door te stoten naar de achtste finales. Daarin werd het uitgeschakeld door Nederland.
Selectie
| Nr | Speler              | Club                |
| -- | ------------------- | ------------------- |
| 1  | Patrick Bonner (DM) | Celtic              |
| 2  | Denis Irwin         | Manchester United   |
| 3  | Terry Phelan        | Manchester City     |
| 4  | Kevin Moran         | Blackburn Rovers    |
| 5  | Paul McGrath        | Aston Villa         |
| 6  | Roy Keane           | Manchester United   |
| 7  | Andy Townsend       | Aston Villa         |
| 8  | Ray Houghton        | Aston Villa         |
| 9  | John Aldridge       | Tranmere Rovers     |
| 10 | John Sheridan       | Sheffield Wednesday |
| 11 | Steve Staunton      | Aston Villa         |

| Nr | Speler                 | Club                    |
| -- | ---------------------- | ----------------------- |
| 12 | Gary Kelly             | Leeds United            |
| 13 | Alan Kernaghan         | Manchester City         |
| 14 | Phil Babb              | Coventry City           |
| 15 | Tommy Coyne            | Motherwell              |
| 16 | Tony Cascarino         | Olympique Marseille     |
| 17 | Eddie McGoldrick       | Arsenal                 |
| 18 | Ronnie Whelan          | Liverpool               |
| 19 | Alan McLoughlin        | Portsmouth              |
| 20 | David Kelly            | Wolverhampton Wanderers |
| 21 | Jason McAteer          | Bolton Wanderers        |
| 22 | Alan Thomas Kelly (DM) | Sheffield United        |

Bondscoach
- Jack Charlton

## WK 2002- Japan en Zuid-Korea
- Ierland - Kameroen 1-1
- Duitsland - Ierland 1-1
- Saoedi-Arabië - Ierland 0-3
- 8ste finales: Spanje - Ierland 1-1 (pen.3-2)

Ook op het WK 2002 stoot Ierland door naar de achtste finales: het wint tegen Saoedi-Arabië en speelt gelijk tegen Kameroen en Duitsland. In de achtste finales verkoopt het zijn huid duur aan Spanje (1-1), maar moet het na strafschoppen toch de duimen leggen.
Selectie
| Nr | Speler                 | Club              |
| -- | ---------------------- | ----------------- |
| 1  | Shay Given (DM)        | Newcastle United  |
| 16 | Dean Kiely (DM)        | Charlton Athletic |
| 23 | Alan Thomas Kelly (DM) | Sheffield United  |

| Nr | Speler           | Club              |
| -- | ---------------- | ----------------- |
| 2  | Steve Finnan     | Fulham            |
| 3  | Ian Harte        | Leeds United      |
| 4  | Kenny Cunningham | Wimbledon         |
| 5  | Steve Staunton 2 | Aston Villa       |
| 6  | Roy Keane        | Manchester United |
| 7  | Jason McAteer    | Sunderland        |
| 8  | Matt Holland     | Ipswich Town      |
| 9  | Damien Duff      | Blackburn Rovers  |
| 10 | Robbie Keane     | Leeds United      |
| 11 | Kevin Kilbane    | Sunderland        |

| Nr | Speler           | Club              |
| -- | ---------------- | ----------------- |
| 12 | Mark Kinsella    | Charlton Athletic |
| 13 | David Connolly   | Wimbledon         |
| 14 | Gary Breen       | Coventry City     |
| 15 | Richard Dunne    | Manchester City   |
| 17 | Niall Quinn      | Sunderland        |
| 18 | Gary Kelly       | Leeds United      |
| 19 | Clinton Morrison | Crystal Palace    |
| 20 | Andy O'Brien     | Newcastle United  |
| 21 | Steven Reid      | Millwall          |
| 22 | Lee Carsley      | Everton           |

Bondscoach
- Mick McCarthy

1. ↑  Keane verliet de selectie na een conflict met bondscoach Mick McCarthy.